# Moore (Oklahoma)
Moore es una ciudad ubicada en el condado de Cleveland en el estado estadounidense de Oklahoma. En el año 2011 tenía una población de 56 315 habitantes y una densidad poblacional de 971,45 personas por km².

## Geografía
Moore se encuentra ubicada en las coordenadas 35°20′20″N 97°29′15″O / 35.33889, -97.48750 (35.338813, -97.487584).

## Economía
Según la Oficina del Censo en 2000 los ingresos medios por hogar en la localidad eran de USD 43 409 y los ingresos medios por familia eran USD 47 773. Los hombres tenían unos ingresos medios de USD 33 394 frente a los USD 24 753 para las mujeres. La renta per cápita para la localidad era de USD 17 689. Alrededor del 7,6% de la población estaban por debajo del umbral de pobreza.

## Tornados del 20 de mayo de 2013
Un tornado de 2,1 km de diámetro e intensidad EF5 arrasó la ciudad de Moore, causando 26 muertos y más de 350 heridos, derrumbando todo lo que encontraba en su camino. Dos escuelas fueron sepultadas y varios niños perdieron la vida en el trágico suceso.